# Bahnhof Zakopane
Der Bahnhof Zakopane ist ein Kopfbahnhof in der polnischen Stadt Zakopane. Über die Bahnstrecke Chabówka–Zakopane sind der Krakauer Hauptbahnhof sowie der Kattowitzer Hauptbahnhof innerhalb von etwa zwei Stunden erreichbar. Der Bahnhof wurde 1899 eröffnet. Er ist nicht mit dem ehemaligen Sitz der Polnischen Tatra-Gesellschaft, der Tatra-Bahnhof genannt wird, zu verwechseln.

## Lage
Der Bahnhof befindet sich am östlichen Rand des Stadtzentrums von Zakopane. Er ist der einzige Bahnhof auf dem Gebiet der Stadt.

## Verkehrsanbindung
Am Bahnhof fahren Buslinien der Zakopaner Stadtwerke sowie private Minibusse in die Zakopaner Stadtteile sowie zu den Eingängen zum Tatra-Nationalpark ab. Daneben fahren Fernbusse in viele Städte Südpolens sowie Tschechiens und der Slowakei.